# تطفرود (مقاطعة فومن)
تطفرود (بالفارسية: تطفرود) هي قرية تقع في غيلان في إيران. يقدر عدد سكانها بـ 337 نسمة بحسب إحصاء 2016.